# Guy D'Oyly-Hughes
Guy D'Oyly-Hughes (New Milton, 8 agosto 1891 – Mare del Nord, 8 giugno 1940) è stato un ufficiale inglese, che fu un brillante sommergibilista durante la prima guerra mondiale, e nel periodo tra le due guerre. Dopo lo scoppio della seconda guerra mondiale fu comandante della portaerei HMS Glorious durante l'Operazione Juno del giugno del 1940. Decorato con la Distinguished Service Cross e la Distinguished Service Order.

## Biografia
Nacque l'8 agosto 1891, primo figlio di Samuel D'Oyly e Keziah Hughes, e si arruolò nella Royal Navy il 15 gennaio 1909. Promosso guardiamarina il 2 febbraio 1912, divenne sottotenente di vascello il 30 aprile dello stesso anno, e tenente di vascello il 30 settembre 1913.
Lo scoppio della prima guerra mondiale lo trovò come ufficiale sommergibilista. Partecipò alla campagna dei Dardanelli come secondo ufficiale imbarcato sul sommergibile E11. Durante questa campagna il sommergibile colse molti successi, e nel giugno 1915 il suo capitano, Lt. Cdr. Martin Nasmith, fu insignito della Victoria Cross, mentre egli, per il coraggio dimostrato durante i combattimenti, il 24 giugno 1915 fu insignito della Distinguished Service Cross. L'8 agosto 1915 partecipò all'affondamento della corazzata turca Barbaros Hayreddin nel Mar di Marmara.
Nella notte tra il 20 ed il 21 agosto 1915 il sommergibile E11 entrò nel golfo di Smirne, toccando terra in una piccola insenatura di mezzo miglio ad est del villaggio di Eski Hissar. Sbarcato in territorio turco per compiere una missione di sabotaggio della ferrovia Costantinopoli-Baghdad, una volta a terra fece saltare in aria con degli esplosivi un viadotto della ferrovia, rientrando poi a bordo del sommergibile dopo aver ingaggiato un conflitto a fuoco con le sentinelle nemiche. Per questa azione l'8 ottobre 1915 gli venne assegnata la Distinguished Service Order. Un altro sabotatore, il tenente Harold Vernon Lyon imbarcato sul sommergibile HMS E2 cercò di ripetere il suo exploit, ma scomparve per sempre poco dopo aver toccato terra nei pressi di Adrianopoli, l'8 settembre 1915. Il 18 settembre 1918 ottenne la Barra per la sua D.S.O.

### Tra le due guerre
Il 30 settembre 1921 fu promosso al grado di capitano di corvetta, e tra il 30 giugno 1922 e l'agosto 1923 comandò il deposito sottomarini (HMS Delphin) di Gosport. Il 27 luglio 1924 assunse il comando del sommergibile K12,  mantenendo tale incarico fino al gennaio 1925. Il 13 novembre dello stesso anno assunse il comando del sommergibile Oberon, unità appartenente alla 5ª Flottiglia sommergibili. Il 31 dicembre 1925 divenne capitano di fregata, e lasciò il comando del sommergibile nell'aprile del 1928. Il 9 settembre 1931 si imbarcò per un mese come ufficiale esecutivo sulla portaerei Courageous, appartenente all'Atlantic Fleet. Tra il 7 dicembre 1930 e il gennaio 1934 prestò servizio presso la Direzione Addestramento del Ministero dell'Aria (Air Ministry). Il 31 dicembre 1932 fu elevato al rango di capitano di vascello. Il 1º gennaio 1934 assunse il comando della 1ª Flottiglia sommergibili, e dal 24 settembre 1935 della nave appoggio sommergibili HMS Cyclops disloccata a Malta. A partire dal 30 novembre 1936 ricoprì l'incarico di Capo del Personale e della Manutenzione del Comando Supremo della Flotta, presso la base navale (HMS Drake) di Plymouth, e tra il 18 gennaio 1938 e l'ottobre dello stesso anno frequentò l'Imperial Defence College di Londra. Tra il 23 gennaio 1939 e il febbraio dello stesso anno frequentò la scuola tattica presso la base navale (HMS Victory) di Portsmouth, assumendo il comando della portaerei Glorious il 14 giugno 1939.

### La seconda guerra mondiale
Allo scoppio della guerra la portaerei svolse intensa attività, sostenendo le operazioni sul fronte terrestre con attacchi aerei, e trasportando velivoli per conto della Royal Air Force. Avendo imparato a volare privatamente, egli non conosceva bene le tattiche di impiego dei velivoli imbarcati, e respingeva continuamente i consigli che gli giungevano dagli aviatori che prestavano servizio a bordo. Non amato dal personale del gruppo aereo imbarcato, che lo sentiva incompetente, autoritario ed estraneo al loro mondo, ricambiava reciprocamente la loro sfiducia. Durante la campagna di Norvegia  sbarcò d'autorità, deferendolo alla corte marziale il capo del servizio aereo, capitano J. B. Heath, che si era rifiutato di impiegare i suoi biplani Fairey Swordfish in una missione di attacco al suolo, e il tenente comandante Slesser. Quest'ultimo scrisse una disperata lettera alla moglie in cui affermava: JB e io siamo in grande difficoltà. Non posso raccontarti la storia ma puoi indovinare la causa di essa. Doveva accadere prima o poi, suppongo. Heath aveva sostenuto che date le loro caratteristiche gli aerei non erano adatti ad un simile compito, in quanto aerosiluranti il loro carico bellico di caduta era insignificante, e la loro scarsa velocità li rendeva estremamente vulnerabili ai caccia tedeschi. Poco prima dell'emissione del verdetto la nave aveva ripreso il mare per recarsi a Bardufoss, in Norvegia, dove avrebbe dovuto imbarcare 10 caccia Hawker Hurricane e 10 Gloster Gladiator della Royal Air Force per riportarli in patria. Questa missione faceva parte dell'Operazione Alphabet, cioè l'evacuazione delle rimanenti forze alleate dalla Norvegia, che aveva come base di partenza il porto di Harstad. Il gruppo aereo imbarcato comprendeva solamente 16 aerosiluranti Fairey Swordfish, non vi erano ne cacciabombardieri Blackburn Skua ne caccia Blackburn Roc. Purtroppo in questa missione risultò emotivamente affaticato, e forse sofferente addirittura di disturbi mentali. Una volta imbarcati gli aerei la nave si aggregò alla squadra navale dell'ammiraglio Welles per fare ritorno a Scapa Flow. Alle prime ore del 7 giugno egli chiese, ed ottenne dall'ammiraglio, il permesso di abbandonare la formazione per raggiungere più velocemente la base di partenza. Alle 2:53 la portaerei, scortata dai cacciatorpediniere HMS Acasta e HMS Ardent aumentò la velocità a 22 nodi allontanandosi dal resto della formazione.
Inspiegabilmente non prese alcuna precauzione, non armò e mise in allarme gli aerosiluranti, non azionò il radar, non fece alzare alcun aereo in missione di Combat air patrol, ne mise alcuna vedetta sulla coffa della nave. Il mattino dell'8 giugno ridusse la velocità a 17 nodi per effettuare le regolamentari manovre a zig-zag durante l'avvicinamento alla base navale. La visibilità quel giorno era perfetta. Alle 15:46 una formazione navale tedesca, comandata dall'ammiraglio Wilhelm Marschall, composta dagli incrociatori da battaglia Scharnhorst e Gneisenau, dall'incrociatore pesante Admiral Hipper e da quattro cacciatorpediniere, intercettò il Gruppo Glorious. Totale fu la sua sorpresa nel vedere apparire le navi tedesche, tanto che distaccò il cacciatorpediniere Ardent per eseguire la normale procedura di identificazione. Per precauzione ordinò che gli aerosiluranti efficienti fossero portati sul ponte di volo, ma impedì il lancio dei caccia imbarcati, in quanto le loro caratteristiche ne avrebbero impedito il rientro a bordo.
Alle 16:32 le navi tedesche aprirono il fuoco con i grossi calibri da una distanza di 26.150 metri, inquadrando rapidamente la portaerei. Già la prima salva colpì il ponte di volo alle 16:38, mentre alle 16:56 un'altra salva colpì in pieno la plancia della nave. Lui e quasi tutto il personale in servizio rimasero uccisi in quel frangente. Alle 18:10 la portaerei affondò portando con sé ben 1.515 uomini, mentre i superstiti furono solamente 43. Stessa sorte toccò ai valorosi cacciatorpediniere che si erano lanciati all'attacco silurante nel tentativo di proteggere la portaerei. Nella loro casa di Londra lasciò la moglie Anne Margaret Gwladys Crawford, nativa di New York (Stati Uniti), sposata il 4 settembre 1920, e due figlie.

### Annotazioni
1. ↑  L'originale della lettera in lingua inglese recitava: JB and I are in great trouble. I can't tell you the story but you'll guess the cause of it. It was bound to come sooner or later I suppose.
2. ↑  Secondo lo storico John Winton, autore del libro Carrier Glorious, D'Oyly-Hughes non aveva alcuna fiducia nell'efficacia del pattugliamento aereo.

### Fonti
1. 1 2 3 4  Nassigh 2011, p. 10.
2. ↑  The Edinburgh Gazette del 29 giugno 1933, pag.923.
3. ↑  Davies 2004, p. 63.
4. 1 2 3  Corbett 1923, p. 115.
5. 1 2  Corbett 1923, p. 119.
6. ↑  The London Gazette del 3 gennaio 1933, pag.48.
7. 1 2 3  Winton 1986, p. 108.
8. 1 2 3 4 5 6 7 8 9 10 11  Murfett 2009, p. 81.
9. 1 2 3 4 5  Nassigh 2011, p. 11.
10. ↑  Murfett 2009, p. 80.
11. ↑  Nassigh 2011, p. 12.
12. ↑  Murfett 2009, p. 489.
13. 1 2 3  Nassigh 2011, p. 13.
14. 1 2 3  Nassigh 2011, p. 14.